# There's No Way Out of Here
„There's No Way Out of Here“ je první singl britského kytaristy a zpěváka Davida Gilmoura známého především jako člena skupiny Pink Floyd. Singl byl vydán v létě 1979 (viz 1979 v hudbě), o více než rok později než album, ze kterého pochází.
Píseň „There's No Way Out of Here“ byla původně nahrána skupinou Unicorn pro jejich album To Many Crooks z roku 1976, které David Gilmour produkoval. Tato verze nese název „No Way Out of Here“. Gilmour píseň převzal na své první sólové album z roku 1978 pojmenované prostě David Gilmour. Na singlu, který byl vydán o rok a dva měsíce později, se tato píseň nachází v mírně upravené a zkrácené verzi. Na B straně singlu je umístěna instrumentální skladba „Deafinitely“ rovněž z Gilmourova debutového alba.

## Seznam skladeb
1. „There's No Way Out of Here (Single Edit)“ (Gilmour/Baker) – 3:32
2. „Deafinitely“ (Gilmour) – 4:27